# Magnus Flinck
Magnus Flinck, född 13 april 1758 i Knislinge socken, död 18 april 1814 på Vegeholms slott, var en svensk lagman.
Magnus Flinck var son till kronolänsman och hovsekreterare Peter Flinck. Han blev 1772 student vid Lunds universitet och 1774 filosofie kandidat där. Efter avslutade studier blev han auskultant i Göta hovrätt 1776, extraordinarie kanslist i Nedre justitierevisionen 1779 och erhöll 1781 landssekreterares namn. 1784 blev Flinck landssekreterare i Malmöhus län, erhöll 1792 lagmans namn och blev 1793 borgmästare i Landskrona. 1794-1796 var han ledamot av rikets ärenders allmänna beredning, från 1799 häradshövding i Åsbo och Bjäre härader och var 1806 ledamot av kommittén för svenska lagens införande i Pommern. 1810 blev Magnus Flinck lagman i Skånska lagsaga. Samma år blev han även ledamot av fattigvårdskommittén och var 1811-1814 ledamot av lagkommittén. Från 1802 var Magnus Flinck innehavare av Södra Lindveds och Kärrtorps fideikommiss. Magnus Flinck gjorde sig känd som ett "juridico-theoretiskt oracle", vilket bidrog till hans snabba karriär trots ofrälse börd.